# Тік (сільське господарство)

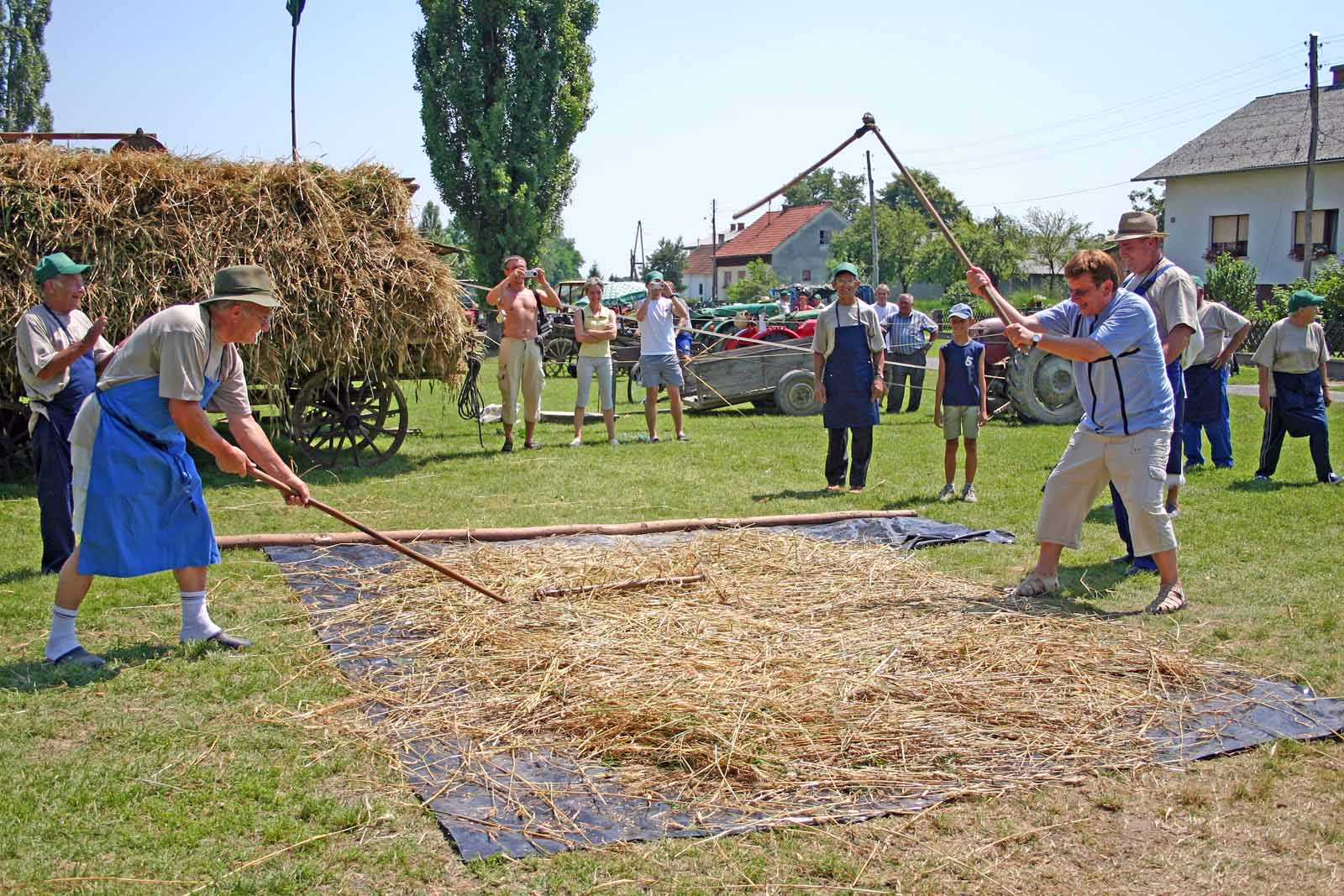
Молотники на току. Словенія

Тік, іноді токови́ще, зменш.-пестл. тічо́к, точо́к — майданчик для обмолоту, очищення й провіювання зерна. Може лежати на дворі гумна або бути критим — являти собою простір усередині стодоли. Током називали також стіжки, скирти, що стояли на такому майданчику.
Українське слово «тік» походить від прасл. *tokъ, утвореного від *tekti — «бігти», «текти». Це відбиває стародавній спосіб молотьби за допомогою свійських тварин, які бігали («тікали») по майданчику з розкладеним колоссям.

## У сільському господарстві

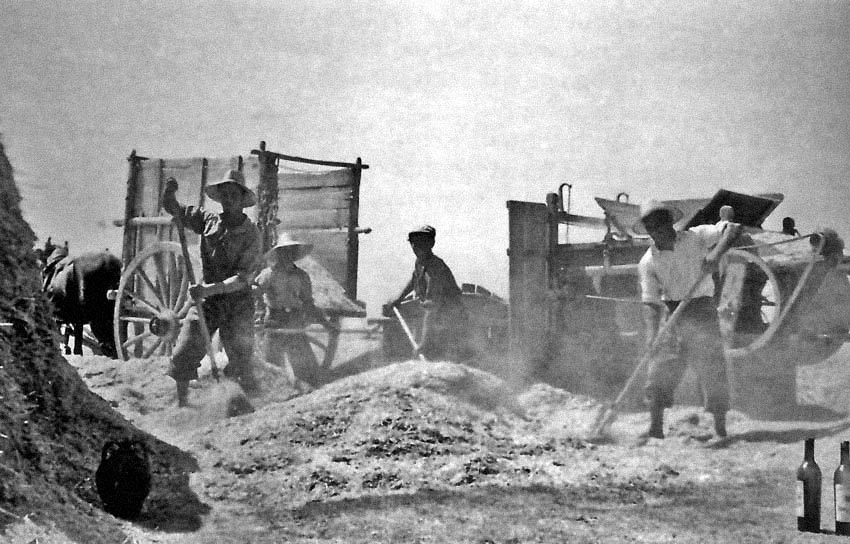
На механізованому току біля віялки. Іспанія, 1955 р.

Тік для молотьби ціпами являв собою вирівняний майданчик з твердим покриттям (кам'яним, глинобитним, дерев'яним), на якому розкладали колосся. Молотили також проганянням свійської худоби, іноді для цієї мети використовували й дикані — щити з дощок.
Гумном називали тік з прилеглими допоміжними спорудами — стодолами (клунями), пелевнями, половниками. Тік, на якому молотили за допомогою молотильного котка (гармана), зазвичай теж називався гарман. Пізніше током стали звати місце, де встановлюють механізовані молотарки і віялки.
У великих господарствах для нагляду над током призначали окрему особу, прикажчика, який звався токови́м.
Токовими кормами називають відходи від молотьби — полову, солому.

## У культурі

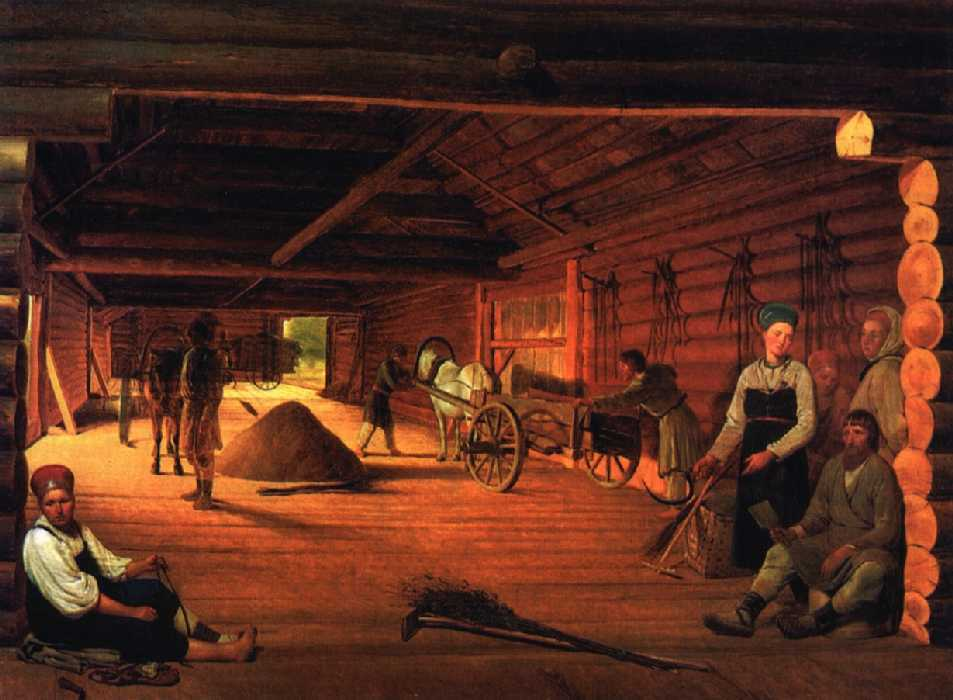
Тік у стодолі на картині Гумно О. Г. Венеціанова, 1821

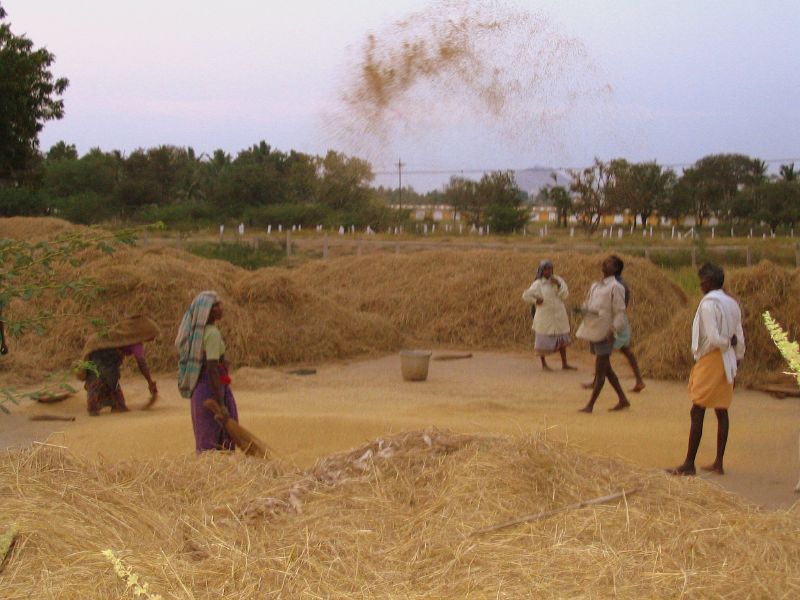
Тік в Індії

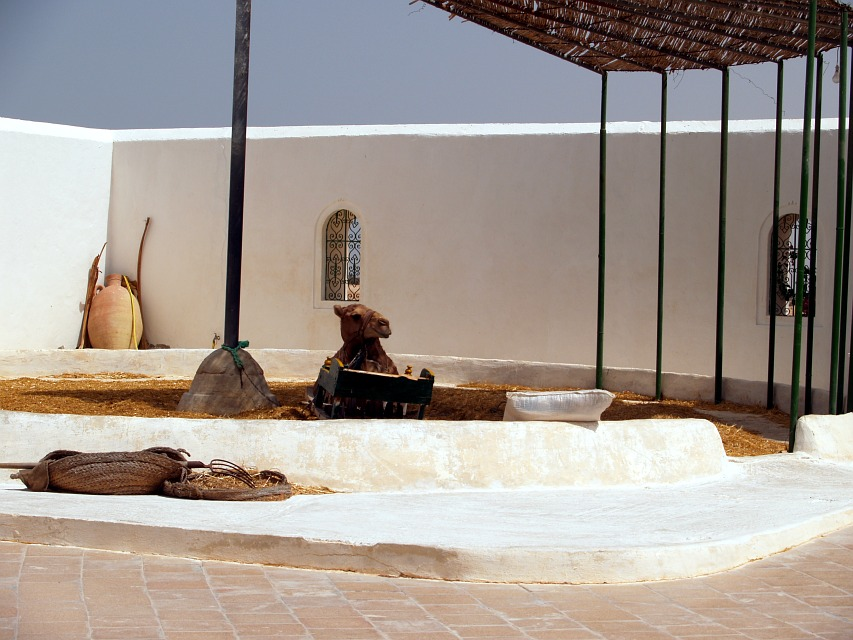
Тік в етнографічному музею Гуеллала. Туніс

З княжих часів тік служив місцем ігрищ, двобоїв, судилищ, а в дохристиянські часи — місцем тризн (місце для поховального багаття називалося «точок»); у весільній обрядовості тік як місце молотьби набуває дещо еротичного характеру.
У «Слові о полку Ігоревім» тік виступає символом поля битви: На Немизѣ снопы стелютъ головами, молотятъ чѣпи харалужными, на тоцѣ животъ кладутъ, вѣютъ душу отъ тѣла («На Немізі снопи стелють головами, молотять ціпами харалужними, на тоці життя кладуть, віють душу од тіла»).
П. О. Куліш у «Записках о Южной Руси» свідчить про те, що робота на току була частиною образу Баби-Яги: «Така баба-яга, костяна нога, що на мідному току молотить, москалів робить».
За народними повір'ями, на місці току не можна будувати хату — «бо буде добро так розвіватися, як пашня з лопати».

### Прислів'я
- Дурний тік без хазяїна, а хата без хазяйки
- Коли буде критий тік, то не пустуватиме засік
- Добрий був би тік, якби не тік
- Як гопак — він мастак, а як на тік — він утік
- На чиєму току молотять, тому й хліб возять[3]
- Доки на току ціп, доти на столі хліб

### Мовні звороти
- Олов'яний горох на залізнім току молотити — воювати[3]
- Добутись, мов (як) сова на току[3][8] — довго перебуваючи десь, нарешті зазнати неприємностей
- Дути тік (підмітати тік, піддати (подути) тічка) — підготовлятися до бою (пор. в «Енеїді» І. Котляревського: «Там Геленор з червоним Ликом… пробралися подуть тічок»)[3]. Пізніше «тічок» у цьому звороті стали змішувати з «тичок» («подуть тичка»)[9].

## Інше
- Солодувальний тік — рівний майданчик у солодівні, де здійснюється пророщення зерна токовим способом.
- Точо́к — застаріла назва базару, де торгують уживаними речами; те ж саме, що й товчок[3]. Назва також пов'язана з дієсловом «текти», «тікати».
- Точо́к — земляне підвищення, на якому слов'яни спалювали померлих у дохристиянські часи[3]